# Uranotaenia grenieri
Uranotaenia grenieri är en tvåvingeart som beskrevs av Doucet 1951. Uranotaenia grenieri ingår i släktet Uranotaenia, och familjen stickmyggor.
Artens utbredningsområde är Madagaskar. Inga underarter finns listade.